# Romanówka (rejon szeptycki)
Romanówka (ukr. Романівка, Romaniwka) – wieś na Ukrainie, w obwodzie lwowskim, w rejonie szeptyckim, w hromadzie Łopatyn. W 2001 roku liczyła 94 mieszkańców.
Do 2024 w rejonie czerwonogrodzki.
Za II Rzeczypospolitej do 1934 roku wieś stanowiła samodzielną gminę jednostkową w powiecie radziechowskim w woj. tarnopolskim. W związku z reformą scaleniową została 1 sierpnia 1934 roku włączona do nowo utworzonej wiejskiej gminy zbiorowej Szczurowice w tymże powiecie i województwie. Po wojnie wieś weszła w struktury administracyjne Związku Radzieckiego.